# ガーディアンズ・オブ・ギャラクシー ホリデー・スペシャル
『ガーディアンズ・オブ・ギャラクシー ホリデー・スペシャル』（原題：The Guardians of the Galaxy Holiday Special）は、マーベル・スタジオが製作するアメリカ合衆国のインターネットテレビスペシャル。マーベル・シネマティック・ユニバース（MCU）と世界観を共有した「マーベル・スタジオ スペシャル・プレゼンテーション」の2作目であり、監督・脚本は『ガーディアンズ・オブ・ギャラクシー』の映画作品と同じくジェームズ・ガンが務める。
MCUフェーズ4最後の作品であり、2022年11月25日にDisney+で配信開始した。

## あらすじ
ソーとコーグと別れて旅立ったその後、ガーディアンズ・オブ・ギャラクシーの面々がサノスとの戦いでガモーラを喪った悲しみから立ち直れずにいるクイルの為に、忘れられないクリスマスを過ごしてもらおうと精一杯奮闘する。

## 登場人物・キャスト
ピーター・クイル / スター・ロード
演 - クリス・プラット、日本語吹替 - 山寺宏一
子供の頃に地球から天界人である父エゴに依頼されたヨンドゥ・ウドンタに誘拐され、ラヴェジャーズによって育てられたガーディアンズ・オブ・ギャラクシーのリーダー。サノスとの戦いでガモーラを亡くした悲しみから未だ立ち直れていない。
マンティス
演 - ポム・クレメンティエフ、日本語吹替 - 秋元才加
触れた人の心を読んだり感情を操れる共感能力(エンパシー)を持っているガーディアンズのメンバー。悲しみに暮れるクイルのために、クリスマスを過ごして元気になってもらおうと試みる。本作で、クイルと異母兄妹である事が明らかになった。
ドラックス
演 - デイヴ・バウティスタ、日本語吹替 - 楠見尚己
ガーディアンズのメンバーであるパワーファイター。マンティスと共に地球に赴きプレゼントを探す。
ネビュラ
演 - カレン・ギラン、日本語吹替 - 森夏姫
義父のサノスによって殺し屋として育成・サイボーグ化されたガモーラの義妹。その義父との最終決戦後にガーディアンズと共に旅立ち、正式に加入する。
グルート
声 - ヴィン・ディーゼル、日本語吹替 - 遠藤憲一
ガーディアンズのメンバーにしてロケットの相棒である樹木型ヒューマノイド。
ロケット
声 - ブラッドリー・クーパー、日本語吹替 - 加藤浩次
アライグマをベースにした元賞金稼ぎ兼傭兵。ガーディアンズのメンバーで、武器と武術の達人でもあるエンジニア。
クラグリン・オブフォンテリ
演 - ショーン・ガン、日本語吹替 - 土田大
かつてはヨンドゥ・ウドンタの側近だった元ラヴェジャーズのメンバー。彼の死後にヤカの矢を引き継ぐ。行く先々の星で出会った女性とよく結婚をする。
コスモ
声 - マリア・バカローヴァ、日本語吹替 - 悠木碧
ソ連によって宇宙に送られた知性を持った犬。コスモは『ガーディアンズ・オブ・ギャラクシー』、『ガーディアンズ・オブ・ギャラクシー:リミックス』にも登場した。
ヨンドゥ・ウドンタ
演 - マイケル・ルーカー、日本語吹替 - 立木文彦
ラヴェジャーズの一員で、エクレクター号の船長にしてクイルの育ての親。エゴの星から脱出したとき、クイルを救うために自ら犠牲となった。本作では、クイルとクラグリンの回想に登場する。
ケヴィン・ベーコン
演 - 本人、日本語吹替 - 安原義人
クイルが憧れる地球の有名な俳優にして歌手。クイルへのクリスマスプレゼントとしてマンティスとドラックスに拉致されるが、クイルに楽しいクリスマスをプレゼントするべく、ノーウェアで即興のコンサートを開く。
バーテンダー
演 - フルーラ・ボルク
キーラ・セジウィック
演 - 本人(声の出演)、日本語吹替 - 唐沢潤
この他にも、アメリカのオルタナティヴ・カントリー・バンドのOld 97'sも登場する。

## 製作

### 企画・脚本
2020年12月、ファイギによってガーディアンズが登場する新しいテレビスペシャルであること、映画作品と同じくジェームズ・ガンが監督・脚本を務めることが発表された。ガンは本作がお気に入りの物語の内の1つであり、「可能な限りクレイジーで楽しい物語」で「何年にもわたって際限なく（ファイギに）しつこく要求した」と述べている。また本作が実写作品でMCUに含まれる物語であること、ガンが子供の頃『スター・ウォーズ・ホリデー・スペシャル』のファンであったことも言及された。ガンは当初何年も前に脚本にとりかかっており、2021年4月に完成した。
ガーディアンズの映画のメインキャストが登場し、『ソー:ラブ&サンダー』と『ガーディアンズ・オブ・ザ・ギャラクシー Vol. 3』の間の物語が描かれる。ガンは本作に『Vol. 3』に繋がる要素があるとしている。また本作をもってフェーズ4を締めくくる。

### キャスティング
本作ではプラット、バウティスタ、ディーゼル、クーパー、ギラン、クレメンティエフ、ショーン・ガン、そしてルーカーの全員がそれぞれのガーディアンズの役を再演している。2022年10月にはベーコンが脚色された本人役で出演することが明らかになった。コスモは1作目および『リミックス』では犬の俳優・フレッドが演じており、本作ではバカローヴァが『Vol. 3』に先駆けて声を担当する。

### 撮影
本作は『Vol. 3』と同じセットを用いており、2021年11月から2022年3月に行われた『Vol. 3』制作の後半である2022年2月に、『Pop tart』のワーキングタイトルでアトランタにて撮影を開始した。
制作延期以前は『Vol. 3』制作期間中の2019年初旬までに本作の撮影が行われる予定だった。その後2022年1月初旬までにロサンゼルスで撮影を開始する予定だったが、オミクロン株による新型コロナウイルス感染症の影響で延期された。3月後半には様々なクリスマスの飾り付けを施したアトランタ・カントリー・クラブ周辺で撮影が行われ、4月28日にハリウッドのグローマンズ・チャイニーズ・シアターでバウティスタ、クレメンティエフの撮影も行われた。セットにはクリスマスの飾り付けがされている他、『エターナルズ』のキンゴのポスターが登場する。4月末には撮影を終了した。

### 音楽
『ガーディアンズ・オブ・ザ・ギャラクシー Vol. 3』と同じくジョン・マーフィーが担当する。